# Луцій Цезоній Овіній Манлій Руфініан Басс
Луцій Цезоній Овіній Манлій Руфініан Басс (*Lucius Caesonius Ovinius Manlius Rufinianus Bassus, д/н — після 285) — державний діяч Римської імперії.

## Життєпис
Походив з патриціанського роду Цезоніїв Макрів. Син Луція Цезонія Луцілла Макра Руфініана. консула-суфекта між 225 і 230 роками, та Овінії. За жіночою лінією був нащадком Тиберія Манілія Фуска, консула 225 року і Флавія Руфініана.
Більшість дослідників вважає, що свою кар'єру Руфініан Басс розпочав між 240 і 245 роками за часів імператорів Гордіана III або Філіппа I. Спочатку керував в'язницями Риму на посаді тріумвіра капіталіс. Потім отримав призначення до колегії sevir turmae deducendae (очолював одну з груп у складі 6 вершників, які відповідали за організацію та фінансування громадських ігор міста). Був за цим імператорським кандидатом на посади квестора і претора. Увійшов до колегії палатинських саліїв.
Десь у 250-х роках послідовно обіймав посади державного доглядача (curator rei publicae) міст Беневент і Лавіній. 261 року Басс перебував на посаді консула-суффект. За цим був деякий час був куратором берегів і русла Тібру (Curator Albei Tiberis et cluacarum sacrae urbis). 
За часів імператора Авреліана став понтифіком Непереможного Сонця. 274 року отримав посаду легата в Проконсульській Африці. Тут керував Карфагенським діоцезом. Водночас став куратором цього міста.
275 року призначається проконсулом провінції Проконсульська Африка. Перебував на посаді до 276 року. Близько 277 року був призначений головою апеляційного суду в Римі (presidendum iudicio magno). Невдовзі імператор Проб призначив його суддею, який діє від імені імператора в розгляді справ, що стосуються надходжень до імператорської скарбниці і фінансових справ між приватними особами (judex sacrarum cognitionum vice caesaris sine appellationem cognoscendi inter fiscum et privatus, item inter privatos). Обіймав цю посаду в Римі до 281 року. У 281—282 року виконував ці обов'язки в провінції Проконсульська Африка. Водночас стає старшим понтифіком (фактично виконував обов'язки імператора як великого понтифіка).
Вважається, що під час панування імператорів Карина і Нумеріана, 283/284 року Басс був зведений в ранг коміта імператора. У 284 році він став консулом-суффектом вдруге. В середині 285 року Руфініан Басс був призначений міським префектом Риму.

## Родина
- Цезоній Басс, консул 317 року
- Цезонія Манілія, дружина Амнія Аніція Юліана, консула 322 року